# Росс, Майк
Майк Росс (англ. Mike Ross; родился 21 декабря 1979 года в Корке) — ирландский регбист, выступавший на позиции пропа (столба). Известен по играм за «Ленстер» и сборную Ирландии. Один из лучших участников схваток в ирландском регби.

## Биография
Окончил колледж святого Колмана в Фермое (1992—1998) и Университетский колледж Корка. Выступал за регбийный клуб «Фермой» и за «Корк Конститьюшн». За свои умения играть в схватках из «Манстера» перешёл в 2006 году в английский «Харлекуинс», где и сделал себе имя, проведя там три сезона. В 2009 году вернулся в Ирландию в «Ленстер» для дальнейшего повышения уровня своего мастерства. 5 апреля 2013 года занёс первую попытку в карьере в четвертьфинале Кубка Вызова Амин против английского клуба «Лондон Уоспс». В составе «Ленстера» дважды выиграл Кубок Хейнекен, один раз Кубок Вызова и дважды стал чемпионом Про12. Сезон 2016/2017 стал для Росса последним в его профессиональной регбийной карьере.
В сборной Ирландии провёл 61 встречу, за вторую сборную сыграл 13 матчей. В сборной дебютировал во время летнего турне 2009 года по Канаде и США, 23 мая в игре против Канады в Ванкувере. Росс вышел на замену в матче, в котором Ирландия одержала победу со счётом 25:6. В следующей игре против США, прошедшей 31 мая, Росс вышел в стартовом составе. В Кубке шести наций дебютировал 5 февраля 2011 года во встрече против Италии и запомнился хорошей игрой в схватках. Именно благодаря Россу в 2011 году «Ленстер» выиграл Кубок Хейнекен, а Ирландия прошла в 1/4 финала Кубка мира 2011 года.
1 июня 2017 года состоялся один из последних матчей Майка Росса — игра за клуб звёзд «Барбарианс» против североирландского «Ольстера», завершившаяся победой «варваров» со счётом 43:28.